# Live at the Palace
Albums de Blind Melon
Tones Of Home: The Best of Blind Melon
(2005) For My Friends (en)
(2008)
Live at the Palace est un album live du groupe de rock américain Blind Melon, sorti en avril 2006 sur le label Capitol Records.
Il est enregistré le 11 octobre 1995 au Palace à Hollywood.
Il s'agit du quatrième album posthume avec des voix de l'ancien chanteur Shannon Hoon, enregistré dix jours avant son décès.

## Liste des titres
Toutes les chansons sont écrites et composées par Blind Melon.
| 1.    | Galaxie               | 2:57 |
| 2.    | Toes Across the Floor | 3:09 |
| 3.    | Tones of Home         | 4:39 |
| 4.    | Soup                  | 3:04 |
| 5.    | Soak the Sin          | 3:36 |
| 6.    | Change                | 3:42 |
| 7.    | No Rain               | 4:08 |
| 8.    | Wilt                  | 2:42 |
| 9.    | Vernie                | 3:28 |
| 10.   | Walk                  | 3:15 |
| 11.   | Skinned               | 2:44 |
| 12.   | Time                  | 4:26 |
| 41:50 |                       |      |